# 廖瑀
廖瑀（943年—1018年），字伯禹，唐代寧都人，自號金精山人，後世多稱廖金精，著名風水宗師。據說他年方十五便讀通四書五經，所以鄉人當時都稱他為廖五經。與賴布衣、楊救貧、曾文辿被尊稱為贛南四大堪輿祖師。
因為父親廖三也是風水師，廖瑀自幼耳濡目染，對風水學也產生極大的興趣，加上唐朝末年兵荒馬亂，科舉停辦，廖瑀便專心研究堪舆之術。後來得傳楊救貧《青囊奧語》之學，並且另創出廖公九星，將各種山形分別為太陽、太陰、紫氣、金水、天財、天罡、孤曜、燥火、掃蕩九種，每種星體各有九種變化。
據《地理正宗》記載：「廖禹，字蕘純，或雲字萬邦。寧都人，隱金精山，號金精山人。作《穴法》、《泄天機》及《鰲極金精》。

## 作品
- 《穴法》
- 《泄天機》
- 《鰲極金精》
- 《懷玉經》
- 《俯察本源歌》
- 《廖公扒砂經》
- 《卦例》
- 《一盞燈》
- 《九星傳變》